# Aeropuerto de Dorado
El Aeropuerto de Dorado (IATA: DDP – ICAO: ninguno) Fue un pequeño aeropuerto de una sola pista localizado en la localidad de Dorado, en Puerto Rico un estado libre asociado a Estados Unidos ubicado en el mar Caribe.
Clara Livingston, entonces la dueña de la propiedad, promovió su construcción, y su amiga, Amelia Earhart, pudo haber utilizado las instalaciones también. Más tarde, el ejército de los Estados Unidos, durante la Segunda Guerra Mundial, pavimento la pista. 
A mediados de la década de 1960, Dorado era servido por Dorado Wings, una pequeña aerolínea que operó vuelos chárter entre el aeropuerto de Dorado y Aeropuerto Internacional Luis Muñoz Marín en San Juan. La aerolínea trabajaba con aviones de hélice. A principios de 1990, el aeropuerto fue cerrado oficialmente.